# Пикиньи (кантон)
Пикиньи (фр. Picquigny) — упраздненный кантон во Франции, регион Пикардия, департамент Сомма. Входил в состав округа Амьен.
В состав кантона входили коммуны (население по данным Национального института статистики за 2009 г.):
- Айи-сюр-Сомм (3 188 чел.)
- Анже-сюр-Сомм (695 чел.)
- Беллуа-сюр-Сомм (745 чел.)
- Беттанкур-Сент-Уан (587 чел.)
- Брейи (474 чел.)
- Бурдон (381 чел.)
- Бушон (153 чел.)
- Виль-ле-Маркле (492 чел.)
- Виньякур (2 325 чел.)
- Изе (262 чел.)
- Кавийон (109 чел.)
- Конде-Фоли (871 чел.)
- Круи-Сен-Пьер (328 чел.)
- Л'Этуаль (1 227 чел.)
- Ла-Шоссе-Тиранкур (662 чел.)
- Ле-Меж (182 чел.)
- Пикиньи (1 372 чел.)
- Су (135 чел.)
- Феррьер (462 чел.)
- Фликсекур (3 222 чел.)
- Фурдринуа (339 чел.)

## Экономика
Структура занятости населения:
- сельское хозяйство — 4,1 %
- промышленность — 22,8 %
- строительство — 10,1 %
- торговля, транспорт и сфера услуг — 32,8 %
- государственные и муниципальные службы — 30,2 %

## Политика
На президентских выборах 2012 г. жители кантона отдали в 1-м туре Франсуа Олланду 27,9 % голосов против 27,1 % у Марин Ле Пен и 21,3 % у Николя Саркози, во 2-м туре в кантоне победил Олланд, получивший 56,5 % голосов (2007 г. 1 тур: Саркози — 26,4 %, Сеголен Руаяль — 25,5 %; 2 тур: Руаяль — 51,5 %). На выборах в Национальное собрание в 2012 г. по 1-му избирательному округу департамента Сомма они поддержали кандидата Социалистической партии Паскаль Буастар, набравшую 24,0 % голосов в 1-м туре и 57,2 % - во 2-м туре. На региональных выборах 2010 года в 1-м туре победил альтернативный список "левых" во главе с депутатом Национального собрания Максимом Греметцем, собравший 25,1 % против 19,9 % у списка «правых» и 17,6 % у списка социалистов. Во 2-м туре «левый список» с участием социалистов и «зелёных» во главе с Президентом регионального совета Пикардии Клодом Жеверком получил 51,1 % голосов, «правый» список во главе с мэром Бове Каролин Кайё занял второе место с 27,9 %, а Национальный фронт с 21,0 % финишировал третьим.
|  | Кандидат              | Партия                  | % голосов |
|  | --------------------- | ----------------------- | --------- |
|  | Рене Лоньон           | Коммунистическая партия | 58,44     |
|  | Кристиан Клер         | Новый центр             | 19,86     |
|  | Жильда Кикемпуа       | Прочие левые            | 11,09     |
|  | Жан-Франсуа Войтисьяк | Национальный фронт      | 10,60     |